# Europaeum
L'Europaeum è un'organizzazione di dieci università europee, fondata nel 1990-1991 da Lord Weidenfeld e Sir Ronnie Grierson per sostenere l'"avanzamento dell'istruzione attraverso l'incoraggiamento degli studi europei nell'Università di Oxford e in altre istituzioni europee di alta istruzione che hanno legami con Oxford", per "il movimento degli staff accademici e degli studenti tra queste istituzioni" e per "lo studio delle lingue, della storia, delle culture e delle professioni dei popoli d'Europa". L'Europaeum organizza anche scuole estive e conferenze.
Il Segretario Generale dell'Europaeum è il Dr. Paul Flather.

## Università che fanno parte dell'Europaeum
- Repubblica Ceca
  - Università di Praga

- Finlandia
  - Università di Helsinki

- Francia
  - Università di Parigi Pantheon-Sorbona

- Germania
  - Università di Bonn

- Italia
  - Università di Bologna

- Paesi Bassi
  - Università di Leida

- Polonia
  - Università Jagellonica

- Spagna
  - Università Complutense di Madrid

- Svizzera
  - Graduate Institute of International and Development Studies, Ginevra

- Regno Unito
  - Università di Oxford
  - Università di St Andrews da maggio 2017